# Шушаник Кургинян
Шушаник Харутюн Пополчян по мъж Кургинян (на арменски: Շուշանիկ Կուրղինյան) е арменска поетеса, писателка и драматург. Тя е сред основателките на арменската феминистска и пролетарска литература.

## Биография и творчество
Родена е в семейство на обущар в Александропол (днес Гюмри), Армения, Руската империя на 30 август 1876 г. Учи в Аргутското арменско девическо училище в родния си град. През лятото работи на разни места, прави и продава глинени предмети, с което помага на семейството. През 1893 г. се включва в Социалдемократическата партия Хунчак, сформирайки с 18 момичета първата дамска група на партията, имайки за цел да осигури независимост на родината си и от турците, и от царската власт.
През 1897 г. се омъжва за местния търговец Аршак Кургинян. Имат 2 деца – Шаварш и Аршакануш. През 1903 г. се преместват в Москва, след това в Ростов. Живеят в бедност и това я мотивира да се отдаде на творческа работа.
Първото ѝ стихотворение е публикувано в литературния седмичник „Тараз“ през 1899 г., а първият ѝ разказ в детското списание „Агбюр“ през 1900 г. Заедно с поета Акоп Акопян става основателка на арменската пролетарска поезия.
В началото поезията ѝ е под влиянието на поетите Ованес Ованесян, Ованес Туманян и Аведик Исаакян, но революционната борба придава ново качество на поезията ѝ, допринася за формирането и утвърждаването на нейната творческа личност.
През 1907 г. е публикувана първата ѝ стихосбирка „Камбаните на зората“ (Արշալույսի ղողանջներ), която съдържа разнообразие от нови и уникални думи в арменската национална поезия на 20 век, предизвикателства срещу духа на мрака и насилието.
Втората ѝ книга „Най-добрите творби“ е издадена в Ереван през 1939 г., дълго след като е създадена Арменската ССР. Третият ѝ сборник от избрани най-добри творби е публикуван през 1947 г. През 1971 г. е издаден четвъртият ѝ сборник „Стихотворения“, а през 1981 г. е допълнен с непубликуваните ѝ творби под името „Литературно наследство: поезия, проза, пиеси, писма“ и публикуван от Ереванската национална академия на науките.
Поезията ѝ е високо оценена от литературно-критическата мисъл на времето заради нейната непоклатимата отдаденост на борбата на работническата класа.
Някои от творбите на Кургинян са посветени на защитата на правата на арменките – „Нека се обединим и ние“, „Любовта на орела“, „Не ме обичай“, „Дали?“, „Шивачът“, „Жената емигрант“ и др.
Произведенията ѝ са цензурирани от царските редактори и след това от марксистките цензори, които я представят единствено като пролетарска поетеса, оставяйки непубликувани стотици нейни ценни творби. В този контекст тя получава известно признание като пропагандаторка на социалната несправедливост в канона на арменската литература, но не и като феминистка.
Авторка е и на пиеси – „Червеният кръст“, „Златната рибка“, „Мелницата“, „Горящото сърце“, които обаче не са поставени на сцена.
Развива активна обществена работа сред арменците от Кавказ. Клубът ѝ във Владикавказ става много известен. През 1921 г. се премества в Съветска Армения, за да помогне за възстановяването на страната.
Бедният ѝ живот, тежките условия и отслабеното здраве затрудняват дейността ѝ, като тя прекарва месеци в разни болници за лечение на Базедова болест.
Шушаник Кургинян умира от усложнения на болестта в Ереван на 24 ноември 1927 г. Погребана е в почетния еревански Пантеон Комитас.
На нейно име в Гюмри са наименувани улица, училище и библиотека. В административния район Малатия-Себастия в Ереван има алея, наречена на нея.

## Произведения

### Поезия
- Արշալույսի ղողանջներ (Камбаните на зората) (1907)
- Երկերի ժողովածու (1947) – сборник
- Բանաստեղծություններ (1971) – сборник
- I Want to Live: Poems of Shushanik Kurghinian (2005) – в превод на Шушан Авагян

### Пиеси
- Կարմիր խաչը
- Ոսկե ձկնիկը
- Ջրաղացպան
- Այրված սիրտը

## Книги за Шушаник Кургинян
- The Concept of Work and the Worker in the Poetry of Ada Negri, Hakob Hakobian and Shushanik Kurghinian (1909) – от Бахши Ишханян
- Shushanik Kurghinian (1955) – от Ованес Газарян